# Судски пристав
Судски пристав (рус. судебный пристав) државни је грађански службеник Руске Федерације који врши овлашћења судске полиције.

## Дјелокруг
По Федералном закону о судским приставима (1997) главни задатак судских пристава је да обезбјеђују рад Уставног суда Руске Федерације, Врховног суда Руске Федерације, судова опште надлежности и арбитражних судова и да принудно извршавају судске акте, као и акте неких других органа и функционера у извршном поступку.
Судски пристави, у зависности од дужности коју врше, могу бити судски пристави при судовима и судски пристави-извршитељи.
Судски пристав може бити грађанин Руске Федерације који има 21 годину и средње опште или средње стручно образовање, као и да је способан и здрав за извршавање својих дужности. Старији судски пристави и судски пристави-извршитељи морају бити високообразовани.

## Федерална служба
Главни судски пристав је руководилац Федералне службе судских пристава, а именује и разрјешава га предсједник Руске Федерације. Постоје и главни судски пристави субјеката Руске Федерације. На челу основних организационих јединица Федералне службе се налазе старији судски пристави. Свим судским приставима се додјељују класни чинови.
Уредбу о Федералној служби судских пристава доноси предсједник Руске Федерације док Министарство правде координира и контролише рад Федералне службе, али и доноси опште правне акте из њеног дјелокруга. Федерална служба врши своја овлашћења непосредно или преко територијалних органа.
Предсједнички указ о Федералној служби (2004) одређује главног судског пристава као директора Федералне службе. Испод њега се налази пет замјеника директора и 13 управа. Замјенике главног судског пристава именује и разрјешава предсједник Руске Федерације на предлог предсједника Владе Руске Федерације. Федерална служба судских пристава стоји под Министарством правде Руске Федерације.